# تاكو (ساغا)
مدينة تاكو (بالإنجليزية: Taku)‏ هي أحد المدن التابعة لمحافظة ساغا. تأسست رسميًا في 01/05/1954. ويقدر عدد سكانها بـ 22165 نسمة حسب تقدير مكتب الإحصاء الياباني لعام 2012. تبلغ مساحة تاكو 96.93 كم2. بكثافة سكانية تبلغ 229 نسمة/كم2.

## أعلام
- ماتشيكو هاسيجاوا